# La Bionda (musikalbum)
La Bionda är den italienska discoduon La Biondas fjärde studioalbum, utgivet 1978 via skivbolaget Baby.

## Låtlista
Alla låtar är skrivna och komponerade av Michelangelo La Bionda, Carmelo La Bionda och Richard Palmer-James, om inte annat anges.
| 1.           | "There for Me"            | Michelangelo La Bionda, Carmelo La Bionda, Richard Palmer-James, Charly Ricanek | 3:22  |
| 2.           | "One for You, One for Me" | Michelangelo La Bionda, Carmelo La Bionda, Richard Palmer-James                 | 6:56  |
| 3.           | "Hey Woman"               | Michelangelo La Bionda, Carmelo La Bionda, Richard Palmer-James                 | 5:02  |
| Total längd: | Total längd:              | Total längd:                                                                    | 15:20 |

| 1.           | "Sandstorm"                      | Michelangelo La Bionda, Carmelo La Bionda, Richard Palmer-James, Charly Ricanek | 10:06 |
| 2.           | "Song for Smokey and the Bandit" | Michelangelo La Bionda, Carmelo La Bionda, Richard Palmer-James                 | 3:55  |
| Total längd: | Total längd:                     | Total längd:                                                                    | 14:01 |